# جون باريت (صحفي)
جون باريت (بالإنجليزية: John Barrett)‏ هو صحفي ودبلوماسي أمريكي، ولد في 28 نوفمبر 1866 في غرافتون في الولايات المتحدة، وتوفي في 17 أكتوبر 1938 في بولس فالس في الولايات المتحدة بسبب ذات الرئة.